# Charles Blomfield
Charles Blomfield (London, 1848. január 5. – Auckland 1926. március 15.) új-zélandi tájképfestő. Legfontosabb témája a Rózsaszín és fehér teraszok nevű, a korban világhírű természeti képződmény ábrázolása volt, ami aztán áldozatul esett a Mount Tarawera vulkán 1886-os kitörésének.

## Élete és munkássága
Kispolgári családban született Londonban, nyolc testvére volt. Kilencéves korában meghalt az apja, és anyja úgy döntött, hogy a szervezett kivándorlás keretében Új-Zélandra költözik. Auckland Albertland nevű városrészében telepedhettek le.
Házukat bátyja építette, a hagyomány szerint egyetlen kaurifenyőből. Charles címfestőként, belsőépítészként, majd festőként dolgozott. Tájképeit jól el tudta adni, különösen az országba látogató turistáknak. Az 1870-es és '80-as években sokat utazott az országban festőállványával. Egyik legfontosabb témája, egyben megélhetésének forrása a Tarawera-hegy híres látványosságai, a Rózsaszín és fehér teraszok voltak. Ezeket 1886-os pusztulásuk előtt számos alkalommal megfestette, sőt azután is, vázlataiból, emlékezetből. Képeit a hegy kutatói később felhasználták a vulkánkitörés előtti helyzet rekonstruálására, és megállapították azok készítésének pontos helyét is.
Festészete konzervatív maradt, nem tudott megbarátkozni az új irányzatokkal, és az aucklandi művészek társaságából lassan kiszorult.
Blomfield a helyi baptista egyház egyik elöljárójaként részt vett az aucklandi baptista imaház építésében, amely ma is a város főutcájának, a Queen Streetnek egyik jellegzetessége, tájékozódási pontja. 1886-os megépítésekor ez volt a város legnagyobb épülete. A mennyezet dekorálásán ő is dolgozott fivérével, Samuellel együtt. Egy harmadik fivérük, William, elismert újságíró-karikaturista lett. Charles Blomfieldnek egyetlen lánya született, aki már nyolc éves korától elkísérte őt hosszú tájképfestői utazásain. Később ő is ismert festő lett, 1984-ben hunyt el 104 éves korában.
1926-os halála után Blomfield tájképfestői munkássága nagyrészt feledésbe merült, de az 1970-es években újra feltámadt az érdeklődés alkotásai iránt.

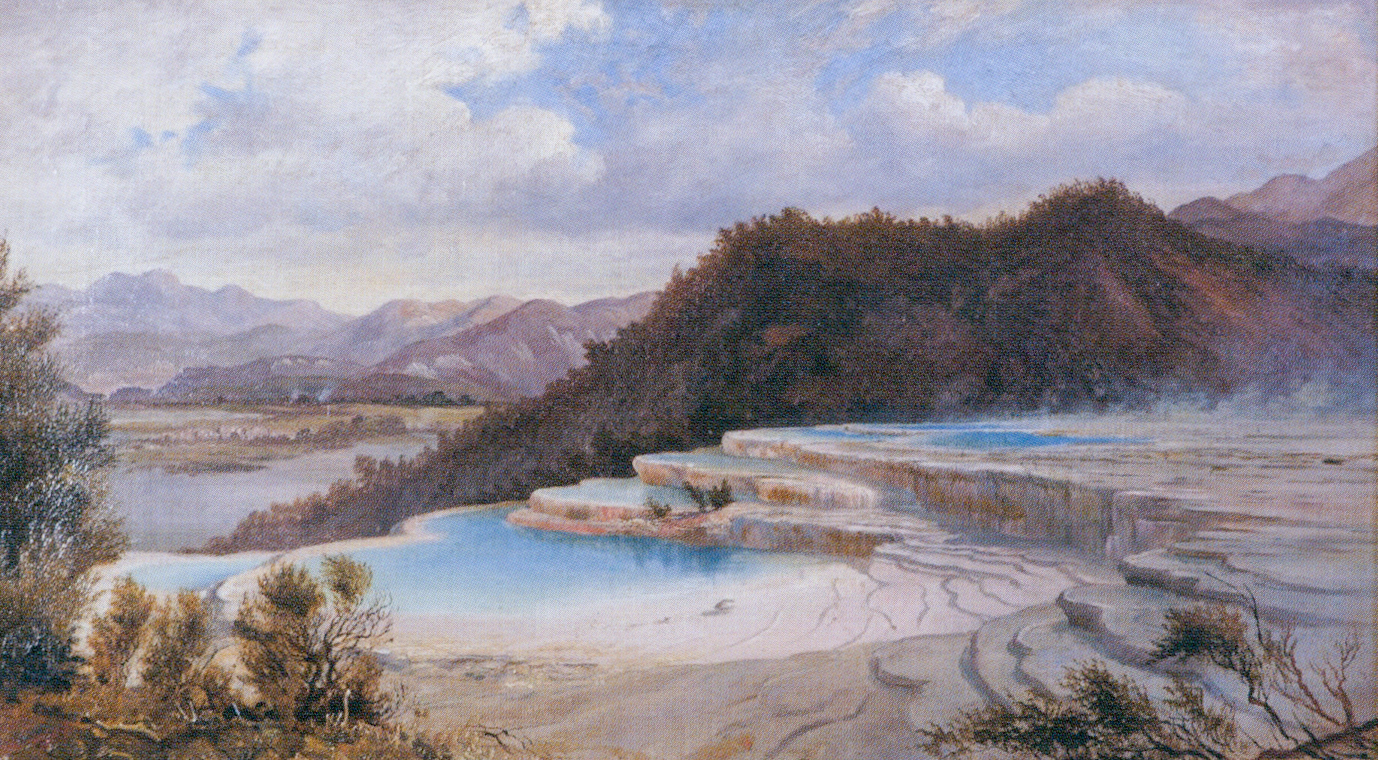
A Rózsaszín teraszok
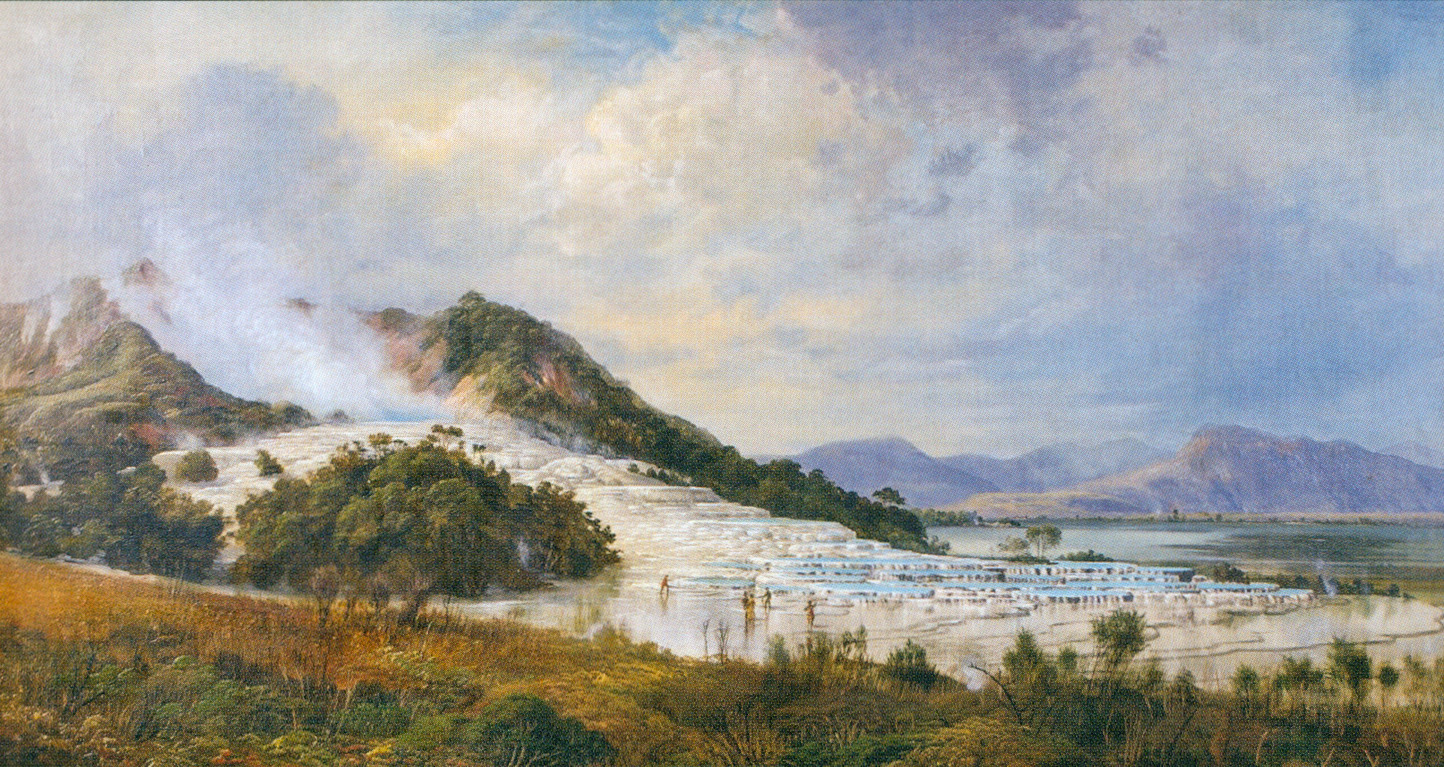
A Fehér teraszok
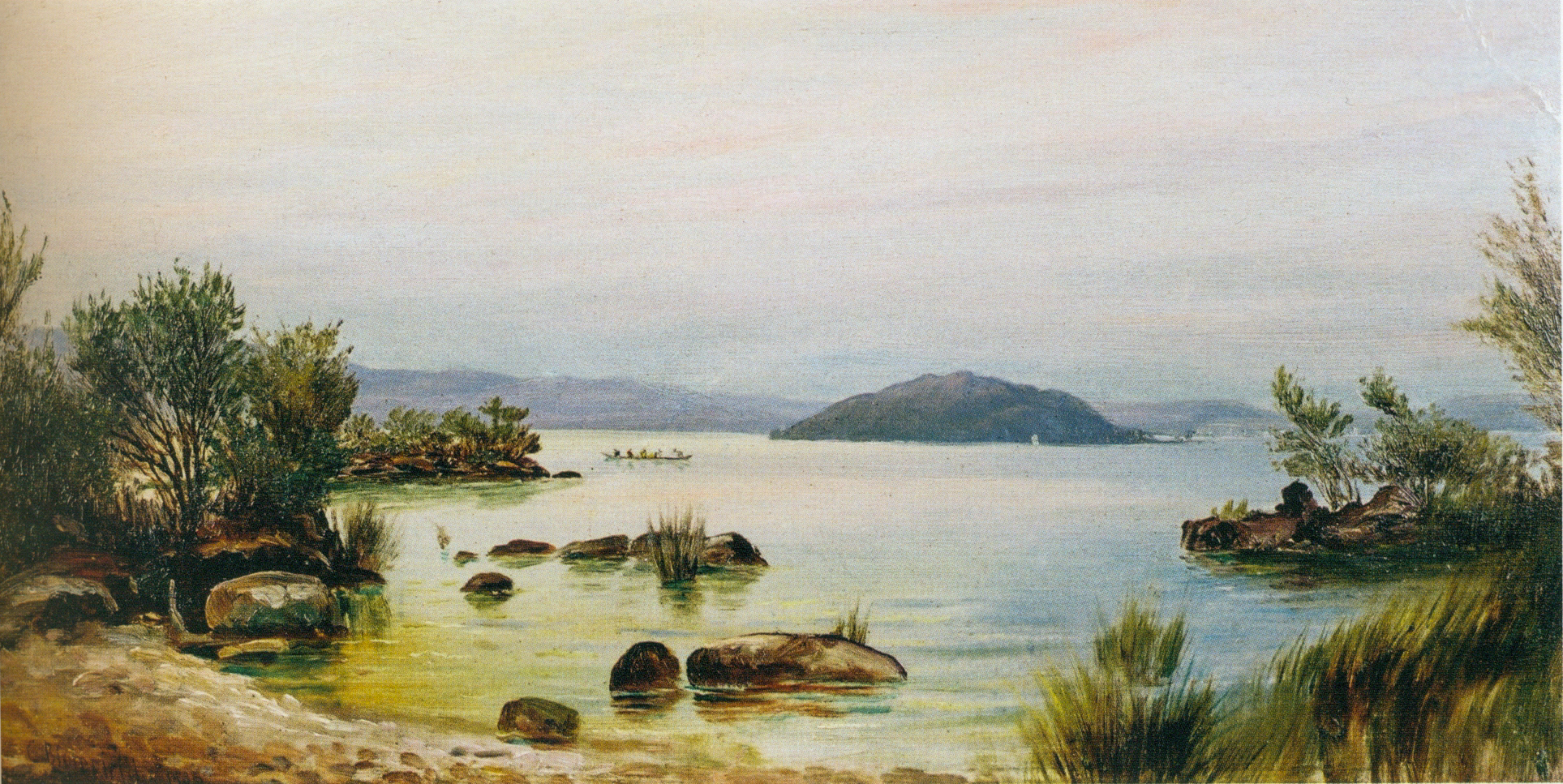
A Rotorua-tó
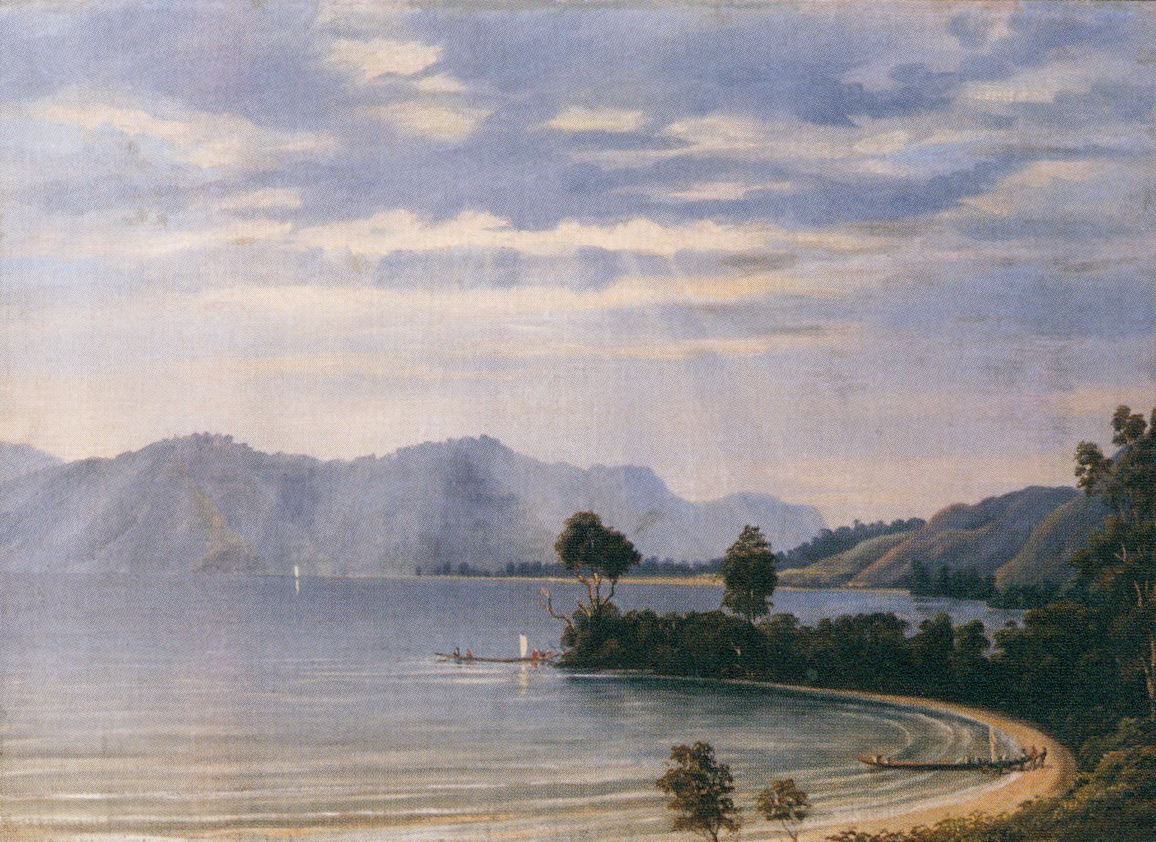
A Rotokakahi-tó

## Fordítás
- Ez a szócikk részben vagy egészben a Charles Blomfield című angol Wikipédia-szócikk ezen változatának fordításán alapul.  Az eredeti cikk szerkesztőit annak laptörténete sorolja fel. Ez a jelzés csupán a megfogalmazás eredetét és a szerzői jogokat jelzi, nem szolgál a cikkben szereplő információk forrásmegjelöléseként.